# Ottawa Victorias
Ottawa Victorias byl amatérský kanadský klub ledního hokeje, který sídlil v Ottawě v provincii Ontario. V letech 1905–1908 působil v amatérské soutěži ledního hokeje Federal Amateur Hockey League. Založen byl v roce 1901. V roce 1908 se Victorias zúčastnily exhibičního zápasu o Stanley Cup, ve kterém podlehly Montrealu Wanderers.

## Umístění v jednotlivých sezonách
Stručný přehled
Zdroj: 
- 1905–1908: Federal Amateur Hockey League

Jednotlivé ročníky
Zdroj: 
Legenda: Z - zápasy, V - výhry, VP - výhry v prodloužení, R - remízy, P - porážky, PP - porážky v prodloužení, VG - vstřelené góly, OG - obdržené góly, +/- - rozdíl skóre, B - body, KPW - Konference Prince z Walesu, CK - Campbellova konference, ZK - Západní konference, VK - Východní konference, fialové podbarvení - reorganizace, změna skupiny či soutěže
| Kanada (1905 – 1908) |      |        |                                            |                                            |                                            |                                            |                                            |                                            |                                            |                                            |                                            |                                            |        |          |
| Sezóny               | Liga | Úroveň | Z                                          | V                                          | VP                                         | R                                          | PP                                         | P                                          | VG                                         | OG                                         | +/-                                        | B                                          | Pozice | Play-off |
| 1905/06              | FAHL | –      | 8                                          | 4                                          | –                                          | 0                                          | –                                          | 4                                          | 48                                         | 42                                         | +6                                         | 8                                          | 2.     | –        |
| 1906/07              | FAHL | –      | 11                                         | 6                                          | –                                          | 1                                          | –                                          | 4                                          | 43                                         | 54                                         | -11                                        | 13                                         | 3.     | –        |
| 1908                 | FAHL | –      | Soutěž nebyla z finančních důvodu dohrána. | Soutěž nebyla z finančních důvodu dohrána. | Soutěž nebyla z finančních důvodu dohrána. | Soutěž nebyla z finančních důvodu dohrána. | Soutěž nebyla z finančních důvodu dohrána. | Soutěž nebyla z finančních důvodu dohrána. | Soutěž nebyla z finančních důvodu dohrána. | Soutěž nebyla z finančních důvodu dohrána. | Soutěž nebyla z finančních důvodu dohrána. | Soutěž nebyla z finančních důvodu dohrána. | –.     | –        |